# Mittenothamnium robustiusculum
Mittenothamnium robustiusculum är en bladmossart som beskrevs av Roelof J.van der Wijk och Margadant 1962. Mittenothamnium robustiusculum ingår i släktet Mittenothamnium och familjen Hypnaceae. Inga underarter finns listade i Catalogue of Life.